# Teodoric III d'Autun
Thierry III o Teodoric III d'Autun († vers 826) fou un comte d'Autun del segle IX de la família dels Guillèmides, fill de Guillem de Gel·lona i de la seva segona esposa Guitburga. Un altre Teodoric, fill de Teuduí, és esmentat com a comte d'Autun al mateix temps, i fins i tot un germà de Teuduí. Segons Armand de Fluvià a la genealogia dels Guillèmides a la GEC, XII, pàgs 400-401, Teodoric III fou comte d'Autun després del 821 i va morir vers 840; era cosí germà (¿i successor?) de Teodoric II d'Autun, i nebot de Teodoric, comte de Ripuària i missus a Borgonya, mort vers 793. Teodoric II era fill de Teuduí, germà de Guillem de Gel·lona (Teduí, Guillem i Teodoric de Ripuària eren al seu torn fills de Teodoric I d'Autun.

## Biografia
És conegut pel Manual de Dhuoda, la seva cunyada (que diu que era padrí del seu fill Guillem II de Tolosa) el que suggereix que era fill de Guitburga. Una carta del 815 el qualifica de comte d'Autun, el que descartaria que el fill de Teuduí d'Autun fos comte (Teodoric II), ja que en aquesta data era viu. Apareix també en una carta de 818 que transcriu un judici que havia presidit on s'ordenava la restitució d'una propietat a Baugy discutida per l'advocat Fulcard i el comte Nibelung III.

## Descendència
Cap document contemporani no li menciona fills.
Jean Noël Mathieu ha proposat una esposa, Emma de Baviera, que fou la mare de l'emperadriu Engelberga, esposa de Lluís II, i en segones noces de Lluís el Germànic. Com a suport de la seva hipòtesi, es basa en diplomes de Carloman de Baviera i de Carles III el Gras que qualifiquen Engelberga de soror, i sobre la presència de diverses princeses del nom de Guil·la o Wil·la, que seria un femení de Guillem.
|                      |                      |                      |                      |                      |                      |                      |                      | Cunegunda            | Cunegunda            | Cunegunda           | Cunegunda           | Cunegunda           | Cunegunda           |  |  | Guillem de Gel·lona | Guillem de Gel·lona | Guillem de Gel·lona | Guillem de Gel·lona | Guillem de Gel·lona | Guillem de Gel·lona |                      |                      | Guiburga             | Guiburga             | Guiburga                   | Guiburga                   | Guiburga                   | Guiburga                   |                            |                            |                            |                            |                                        |                                        |                                        |                                        |                                        |                                        |                 |                 |                                        |                                        |                                        |                                        |                                        |                                        |  |  |                              |                              |                              |                              |                              |                              |                       |                       |  |  |  |  |
|                      |                      |                      |                      |                      |                      |                      |                      | Cunegunda            | Cunegunda            | Cunegunda           | Cunegunda           | Cunegunda           | Cunegunda           |  |  | Guillem de Gel·lona | Guillem de Gel·lona | Guillem de Gel·lona | Guillem de Gel·lona | Guillem de Gel·lona | Guillem de Gel·lona |                      |                      | Guiburga             | Guiburga             | Guiburga                   | Guiburga                   | Guiburga                   | Guiburga                   |                            |                            |                            |                            |                                        |                                        |                                        |                                        |                                        |                                        |                 |                 |                                        |                                        |                                        |                                        |                                        |                                        |  |  |                              |                              |                              |                              |                              |                              |                       |                       |  |  |  |  |
|                      |                      |                      |                      |                      |                      |                      |                      |                      |                      |                     |                     |                     |                     |  |  |                     |                     |                     |                     |                     |                     |                      |                      |                      |                      |                            |                            |                            |                            |                            |                            |                            |                            |                                        |                                        |                                        |                                        |                                        |                                        |                 |                 |                                        |                                        |                                        |                                        |                                        |                                        |  |  |                              |                              |                              |                              |                              |                              |                       |                       |  |  |  |  |
|                      |                      |                      |                      |                      |                      |                      |                      |                      |                      |                     |                     |                     |                     |  |  |                     |                     |                     |                     |                     |                     |                      |                      |                      |                      |                            |                            |                            |                            |                            |                            |                            |                            |                                        |                                        |                                        |                                        |                                        |                                        |                 |                 |                                        |                                        |                                        |                                        |                                        |                                        |  |  |                              |                              |                              |                              |                              |                              |                       |                       |  |  |  |  |
|                      |                      |                      |                      | Bernat de Septimània | Bernat de Septimània | Bernat de Septimània | Bernat de Septimània | Bernat de Septimània | Bernat de Septimània |                     |                     |                     |                     |  |  |                     |                     |                     |                     |                     |                     |                      |                      |                      |                      |                            |                            | Teodoric III comte d'Autun | Teodoric III comte d'Autun | Teodoric III comte d'Autun | Teodoric III comte d'Autun | Teodoric III comte d'Autun | Teodoric III comte d'Autun |                                        |                                        |                                        |                                        |                                        |                                        | Emma de Baviera | Emma de Baviera | Emma de Baviera                        | Emma de Baviera                        | Emma de Baviera                        | Emma de Baviera                        |                                        |                                        |  |  |                              |                              | Lluís rei de Germània        | Lluís rei de Germània        | Lluís rei de Germània        | Lluís rei de Germània        | Lluís rei de Germània | Lluís rei de Germània |  |  |  |  |
|                      |                      |                      |                      | Bernat de Septimània | Bernat de Septimània | Bernat de Septimània | Bernat de Septimània | Bernat de Septimània | Bernat de Septimània |                     |                     |                     |                     |  |  |                     |                     |                     |                     |                     |                     |                      |                      |                      |                      |                            |                            | Teodoric III comte d'Autun | Teodoric III comte d'Autun | Teodoric III comte d'Autun | Teodoric III comte d'Autun | Teodoric III comte d'Autun | Teodoric III comte d'Autun |                                        |                                        |                                        |                                        |                                        |                                        | Emma de Baviera | Emma de Baviera | Emma de Baviera                        | Emma de Baviera                        | Emma de Baviera                        | Emma de Baviera                        |                                        |                                        |  |  |                              |                              | Lluís rei de Germània        | Lluís rei de Germània        | Lluís rei de Germània        | Lluís rei de Germània        | Lluís rei de Germània | Lluís rei de Germània |  |  |  |  |
|                      |                      |                      |                      |                      |                      |                      |                      |                      |                      |                     |                     |                     |                     |  |  |                     |                     |                     |                     |                     |                     |                      |                      |                      |                      |                            |                            |                            |                            |                            |                            |                            |                            |                                        |                                        |                                        |                                        |                                        |                                        |                 |                 |                                        |                                        |                                        |                                        |                                        |                                        |  |  |                              |                              |                              |                              |                              |                              |                       |                       |  |  |  |  |
|                      |                      |                      |                      |                      |                      |                      |                      |                      |                      |                     |                     |                     |                     |  |  |                     |                     |                     |                     |                     |                     |                      |                      |                      |                      |                            |                            |                            |                            |                            |                            |                            |                            |                                        |                                        |                                        |                                        |                                        |                                        |                 |                 |                                        |                                        |                                        |                                        |                                        |                                        |  |  |                              |                              |                              |                              |                              |                              |                       |                       |  |  |  |  |
| Guillem comte d'Agen | Guillem comte d'Agen | Guillem comte d'Agen | Guillem comte d'Agen | Guillem comte d'Agen | Guillem comte d'Agen |                      |                      | Bernat Plantapilosa  | Bernat Plantapilosa  | Bernat Plantapilosa | Bernat Plantapilosa | Bernat Plantapilosa | Bernat Plantapilosa |  |  |                     |                     |                     |                     |                     |                     |                      |                      |                      |                      | Lluís II el Jove emperador | Lluís II el Jove emperador | Lluís II el Jove emperador | Lluís II el Jove emperador | Lluís II el Jove emperador | Lluís II el Jove emperador |                            |                            | Engelberga                             | Engelberga                             | Engelberga                             | Engelberga                             | Engelberga                             | Engelberga                             |                 |                 | Carloman de Baviera rei de Baviera     | Carloman de Baviera rei de Baviera     | Carloman de Baviera rei de Baviera     | Carloman de Baviera rei de Baviera     | Carloman de Baviera rei de Baviera     | Carloman de Baviera rei de Baviera     |  |  | Carles III el Gros emperador | Carles III el Gros emperador | Carles III el Gros emperador | Carles III el Gros emperador | Carles III el Gros emperador | Carles III el Gros emperador |                       |                       |  |  |  |  |
| Guillem comte d'Agen | Guillem comte d'Agen | Guillem comte d'Agen | Guillem comte d'Agen | Guillem comte d'Agen | Guillem comte d'Agen |                      |                      | Bernat Plantapilosa  | Bernat Plantapilosa  | Bernat Plantapilosa | Bernat Plantapilosa | Bernat Plantapilosa | Bernat Plantapilosa |  |  |                     |                     |                     |                     |                     |                     |                      |                      |                      |                      | Lluís II el Jove emperador | Lluís II el Jove emperador | Lluís II el Jove emperador | Lluís II el Jove emperador | Lluís II el Jove emperador | Lluís II el Jove emperador |                            |                            | Engelberga                             | Engelberga                             | Engelberga                             | Engelberga                             | Engelberga                             | Engelberga                             |                 |                 | Carloman de Baviera rei de Baviera     | Carloman de Baviera rei de Baviera     | Carloman de Baviera rei de Baviera     | Carloman de Baviera rei de Baviera     | Carloman de Baviera rei de Baviera     | Carloman de Baviera rei de Baviera     |  |  | Carles III el Gros emperador | Carles III el Gros emperador | Carles III el Gros emperador | Carles III el Gros emperador | Carles III el Gros emperador | Carles III el Gros emperador |                       |                       |  |  |  |  |
|                      |                      |                      |                      |                      |                      |                      |                      |                      |                      |                     |                     |                     |                     |  |  |                     |                     |                     |                     |                     |                     |                      |                      |                      |                      |                            |                            |                            |                            |                            |                            |                            |                            |                                        |                                        |                                        |                                        |                                        |                                        |                 |                 |                                        |                                        |                                        |                                        |                                        |                                        |  |  |                              |                              |                              |                              |                              |                              |                       |                       |  |  |  |  |
|                      |                      |                      |                      |                      |                      |                      |                      |                      |                      |                     |                     |                     |                     |  |  |                     |                     |                     |                     |                     |                     | Bosó rei de Provença | Bosó rei de Provença | Bosó rei de Provença | Bosó rei de Provença | Bosó rei de Provença       | Bosó rei de Provença       |                            |                            | Ermengada                  | Ermengada                  | Ermengada                  | Ermengada                  | Ermengada                              | Ermengada                              |                                        |                                        |                                        |                                        |                 |                 |                                        |                                        |                                        |                                        |                                        |                                        |  |  |                              |                              |                              |                              |                              |                              |                       |                       |  |  |  |  |
|                      |                      |                      |                      |                      |                      |                      |                      |                      |                      |                     |                     |                     |                     |  |  |                     |                     |                     |                     |                     |                     | Bosó rei de Provença | Bosó rei de Provença | Bosó rei de Provença | Bosó rei de Provença | Bosó rei de Provença       | Bosó rei de Provença       |                            |                            | Ermengada                  | Ermengada                  | Ermengada                  | Ermengada                  | Ermengada                              | Ermengada                              |                                        |                                        |                                        |                                        |                 |                 |                                        |                                        |                                        |                                        |                                        |                                        |  |  |                              |                              |                              |                              |                              |                              |                       |                       |  |  |  |  |
|                      |                      |                      |                      |                      |                      |                      |                      |                      |                      |                     |                     |                     |                     |  |  |                     |                     |                     |                     |                     |                     |                      |                      |                      |                      |                            |                            |                            |                            |                            |                            |                            |                            |                                        |                                        |                                        |                                        |                                        |                                        |                 |                 |                                        |                                        |                                        |                                        |                                        |                                        |  |  |                              |                              |                              |                              |                              |                              |                       |                       |  |  |  |  |
|                      |                      |                      |                      |                      |                      |                      |                      |                      |                      |                     |                     |                     |                     |  |  |                     |                     |                     |                     |                     |                     |                      |                      |                      |                      |                            |                            |                            |                            |                            |                            |                            |                            |                                        |                                        |                                        |                                        |                                        |                                        |                 |                 |                                        |                                        |                                        |                                        |                                        |                                        |  |  |                              |                              |                              |                              |                              |                              |                       |                       |  |  |  |  |
|                      |                      |                      |                      |                      |                      |                      |                      | Guillem el Pietós    | Guillem el Pietós    | Guillem el Pietós   | Guillem el Pietós   | Guillem el Pietós   | Guillem el Pietós   |  |  |                     |                     | Engelberga          | Engelberga          | Engelberga          | Engelberga          | Engelberga           | Engelberga           |                      |                      | Lluís III el Cec emperador | Lluís III el Cec emperador | Lluís III el Cec emperador | Lluís III el Cec emperador | Lluís III el Cec emperador | Lluís III el Cec emperador |                            |                            | Wil·la I                               | Wil·la I                               | Wil·la I                               | Wil·la I                               | Wil·la I                               | Wil·la I                               |                 |                 | Rodolf I rei de Borgonya               | Rodolf I rei de Borgonya               | Rodolf I rei de Borgonya               | Rodolf I rei de Borgonya               | Rodolf I rei de Borgonya               | Rodolf I rei de Borgonya               |  |  |                              |                              |                              |                              |                              |                              |                       |                       |  |  |  |  |
|                      |                      |                      |                      |                      |                      |                      |                      | Guillem el Pietós    | Guillem el Pietós    | Guillem el Pietós   | Guillem el Pietós   | Guillem el Pietós   | Guillem el Pietós   |  |  |                     |                     | Engelberga          | Engelberga          | Engelberga          | Engelberga          | Engelberga           | Engelberga           |                      |                      | Lluís III el Cec emperador | Lluís III el Cec emperador | Lluís III el Cec emperador | Lluís III el Cec emperador | Lluís III el Cec emperador | Lluís III el Cec emperador |                            |                            | Wil·la I                               | Wil·la I                               | Wil·la I                               | Wil·la I                               | Wil·la I                               | Wil·la I                               |                 |                 | Rodolf I rei de Borgonya               | Rodolf I rei de Borgonya               | Rodolf I rei de Borgonya               | Rodolf I rei de Borgonya               | Rodolf I rei de Borgonya               | Rodolf I rei de Borgonya               |  |  |                              |                              |                              |                              |                              |                              |                       |                       |  |  |  |  |
|                      |                      |                      |                      |                      |                      |                      |                      |                      |                      |                     |                     |                     |                     |  |  |                     |                     |                     |                     |                     |                     |                      |                      |                      |                      |                            |                            |                            |                            |                            |                            |                            |                            |                                        |                                        |                                        |                                        |                                        |                                        |                 |                 |                                        |                                        |                                        |                                        |                                        |                                        |  |  |                              |                              |                              |                              |                              |                              |                       |                       |  |  |  |  |
|                      |                      |                      |                      |                      |                      |                      |                      |                      |                      |                     |                     |                     |                     |  |  |                     |                     |                     |                     |                     |                     |                      |                      |                      |                      |                            |                            |                            |                            |                            |                            |                            |                            |                                        |                                        |                                        |                                        |                                        |                                        |                 |                 |                                        |                                        |                                        |                                        |                                        |                                        |  |  |                              |                              |                              |                              |                              |                              |                       |                       |  |  |  |  |
|                      |                      |                      |                      |                      |                      |                      |                      |                      |                      |                     |                     |                     |                     |  |  |                     |                     |                     |                     |                     |                     |                      |                      |                      |                      |                            |                            |                            |                            |                            |                            |                            |                            | Wil·la II x Bosó comte d'Arle          | Wil·la II x Bosó comte d'Arle          | Wil·la II x Bosó comte d'Arle          | Wil·la II x Bosó comte d'Arle          | Wil·la II x Bosó comte d'Arle          | Wil·la II x Bosó comte d'Arle          |                 |                 | Waldrada x Bonifaci marquès de Spoleto | Waldrada x Bonifaci marquès de Spoleto | Waldrada x Bonifaci marquès de Spoleto | Waldrada x Bonifaci marquès de Spoleto | Waldrada x Bonifaci marquès de Spoleto | Waldrada x Bonifaci marquès de Spoleto |  |  |                              |                              |                              |                              |                              |                              |                       |                       |  |  |  |  |
|                      |                      |                      |                      |                      |                      |                      |                      |                      |                      |                     |                     |                     |                     |  |  |                     |                     |                     |                     |                     |                     |                      |                      |                      |                      |                            |                            |                            |                            |                            |                            |                            |                            | Wil·la II x Bosó comte d'Arle          | Wil·la II x Bosó comte d'Arle          | Wil·la II x Bosó comte d'Arle          | Wil·la II x Bosó comte d'Arle          | Wil·la II x Bosó comte d'Arle          | Wil·la II x Bosó comte d'Arle          |                 |                 | Waldrada x Bonifaci marquès de Spoleto | Waldrada x Bonifaci marquès de Spoleto | Waldrada x Bonifaci marquès de Spoleto | Waldrada x Bonifaci marquès de Spoleto | Waldrada x Bonifaci marquès de Spoleto | Waldrada x Bonifaci marquès de Spoleto |  |  |                              |                              |                              |                              |                              |                              |                       |                       |  |  |  |  |
|                      |                      |                      |                      |                      |                      |                      |                      |                      |                      |                     |                     |                     |                     |  |  |                     |                     |                     |                     |                     |                     |                      |                      |                      |                      |                            |                            |                            |                            |                            |                            |                            |                            | Wil·la III x Berenguer II rei d'Itàlia | Wil·la III x Berenguer II rei d'Itàlia | Wil·la III x Berenguer II rei d'Itàlia | Wil·la III x Berenguer II rei d'Itàlia | Wil·la III x Berenguer II rei d'Itàlia | Wil·la III x Berenguer II rei d'Itàlia |                 |                 | Wil·la x Hubert marquès de Toscana     | Wil·la x Hubert marquès de Toscana     | Wil·la x Hubert marquès de Toscana     | Wil·la x Hubert marquès de Toscana     | Wil·la x Hubert marquès de Toscana     | Wil·la x Hubert marquès de Toscana     |  |  |                              |                              |                              |                              |                              |                              |                       |                       |  |  |  |  |